# Anna Czarnecka (modelka)
Anna Czarnecka (ur. 1974 w Radomiu) – polska dziennikarka, prezenterka telewizyjna, modelka.
W latach 1989–1993 uczęszczała do klasy o profilu humanistycznym w VI Liceum Ogólnokształcącego im. Jana Kochanowskiego w Radomiu. Absolwentka Wydziału Prawa i Administracji Uniwersytetu Marii Curie-Skłodowskiej w Lublinie oraz podyplomowego studium Public Relations na Uniwersytecie Warszawskim.
W 1993 została finalistką wyborów Miss Ziemi Radomskiej a następnie rozpoczęła pracę jako modelka, biorąc udział w sesjach zdjęciowych w kraju i zagranicą. W tym samym czasie rozpoczęła pracę prezenterki telewizyjnej, początkowo w TV Dami Radom a następnie kolejno w stacji RTL 7 (jako prezenterka magazynu sensacji "Zoom" i Magazynu 52 minuty), Tele 5 (Moje dziecko i Dzień z gwiazdą), w TV Puls (Nasza Antena), TVP2 (Pytanie na śniadanie) i TVN Style (Miasto Kobiet).